# Federico della Scala

Stemma degli Scaligeri

Federico della Scala (Verona, 1288 circa – Trento, 1339/1349) è stato un nobile e politico italiano.

## Biografia
Federico era figlio di Alberto detto "Piccardo", a sua volta figlio di Bocca della Scala, e di Margherita Pallavicino. Alla morte del padre aveva ereditato un grande patrimonio, essendo suo fratello maggiore, Alberto, morto in gioventù.
Fu signore del vasto feudo di Valpolicella che presto espanse arrivando a dominare tutta la contea della Valpolicella. A Marano di Valpolicella fece rinnovare un castello che utilizzò come sede. Ricoprì la carica di podestà di importanti città. Conquistò la fiducia del cugino Cangrande I della Scala signore di Verona, che nel 1312 lo elesse podestà della città, difendendola dagli attacchi dei padovani. Nel 1325, approfittando della malattia che aveva colpito Cangrande, congiurò contro di lui al fine di rovesciarlo. Venne scoperto, imprigionato e bandito dalla città. I suoi beni furono confiscati e incamerati da Cangrande.
Passò quindi alle dipendenze di Ludovico il Bavaro, che per i suoi servizi lo nominò, nel 1327 vicario imperiale della Liguria e lo riconfermò nel feudo di Valpolicella.
Aveva edificato la cappella di santa Chiara nella chiesa di Santa Maria Antica in Verona. Ritiratosi in Tirolo, morì a Trento nel 1339 o nel 1349.

## Discendenza
Federico sposò Imperatrice (1275-1310), figlia di Corrado di Antiochia ed ebbero sei figli:
- Bartolomeo (?-1318), religioso
- Elisabetta, 1341 sposata con Enrico di Völs signore di Karneid-Steinegg[3]
- Sofia, sposò Azzo di Castelbarco
- Beatrice, sposò Corrado dei signori di Schlandersberg
- Anna, sposò Alberto di Caldonazzo
- Caterina, monaca